# Philibert Léon Couturier

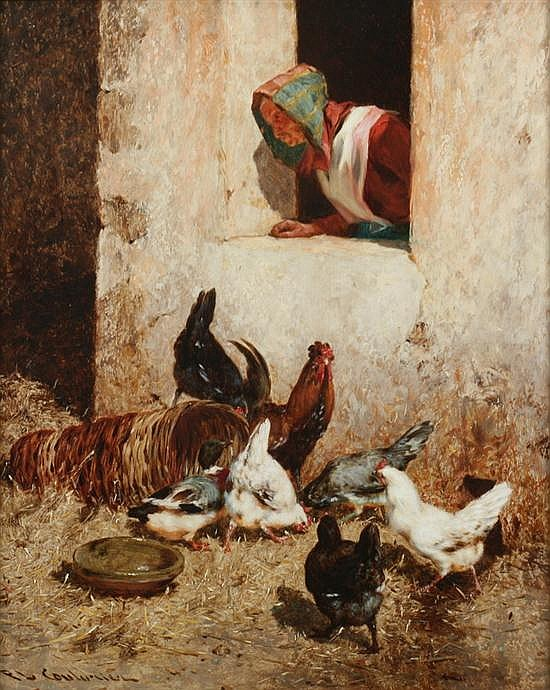
Am Hühnerhof

Philibert Léon Couturier (* 26. Mai 1823 in Chalon-sur-Saône; † 26. Oktober 1901 in Saint-Quentin, Département Aisne) war ein französischer Porträt- und Tiermaler.
Couturier begann den Zeichenunterricht bei Charles Couturier (1768–1852). Danach studierte er Malerei ab 1844 an der École des beaux-arts de Paris bei François-Édouard Picot.
Mit der Schule von Barbizon verbunden, befreundet mit Théophile Gautier, wurde er Porträt- und Tiermaler. Besonders bekannt war er für seine Kunstfertigkeit in der Darstellung von Geflügel.
Couturier nahm seit 1845 am Salon de Société des artistes français teil.
Er verfasste eine Broschüre über Jean-François Millet und Camille Corot.